# Raspenava
Raspenava település Csehországban, Libereci járásban. Raspenava Lázně Libverda, Nové Město pod Smrkem, Krásný Les, Oldřichov v Hájích, Frýdlant és Hejnice településekkel határos. Lakosainak száma 2849 fő (2024. január 1.).

## Népesség
A település lakosságának változását az alábbi diagram mutatja:
| Lakosok száma | 4012 | 4266 | 4262 | 3012 | 2963 | 2847 | 2820 | 2851 | 2825 | 2849 |
|               | 1869 | 1890 | 1921 | 1950 | 1980 | 2001 | 2017 | 2019 | 2022 | 2024 |